# Phryganogryllacris simalurensis
Phryganogryllacris simalurensis är en insektsart som först beskrevs av Heinrich Hugo Karny 1931.  Phryganogryllacris simalurensis ingår i släktet Phryganogryllacris och familjen Gryllacrididae.

## Underarter
Arten delas in i följande underarter:
- P. s. simalurensis
- P. s. xiphidiopsis